# Чеджу (диалект корейского языка)
Диалект чеджу (кор. 제주말) — один из диалектов корейского языка, на котором говорят на острове Чеджудо в Южной Корее, а также некоторые коренные корейцы в японской префектуре Осака, бежавшие туда в конце 1940-х и в начале 1950-х годов во время подавления восстания на острове Чеджудо. В корейском языке диалект также известен как 제주 방언 (ханча 濟州方言) (Jeju bang-eon, чеджу банон), 제주 사투리 (чеджу сатхури, букв. «диалект чеджу»), 제주어 (ханча 濟州語, Jejueo, чеджуо, букв. «язык чеджу»), или как 제주말 (Jejumal, чеджумаль, букв. «говор Чеджу»). Он сильно отличается от диалектов континентальной Кореи, сохранив много устаревших словоформ. Кроме того, в нём много заимствований из китайского, японского, монгольского и маньчжурского языков и много слов, относящихся к ныне исчезнувшему языку тамна. В силу этих причин многими лингвистами, в том числе ЮНЕСКО, диалект Чеджу считается отдельным (хоть и близкородственном собственно корейскому) языком, в то время как корейцы (в том числе и сами носители диалекта) определяют его именно как диалект корейского языка.
Как и другие диалекты корейского языка, записывается при помощи хангыля.
Диалект чеджу преподаётся в начальной школе, также на нём частично ведётся радиовещание, существует журнал на чеджу, выпускаемый Jejuo Preservation Society, некоторые книги, газетные статьи и другие материалы.
Интонация диалекта Чеджу отличается от других корейских диалектов. В нём наблюдается склонность выделять согласные звуки, произнося их более сильно. Одна из других особенностей — диалект не такой «строгий», как континентальные. К примеру, носитель сеульского диалекта должен говорить старшим по возрасту аннёнъхасеё («здравствуйте»), тогда как в диалекте чеджу допускается говорить им пангапсио («как дела?»).

## Лексика
Примеры лексики:
| Русский               | Диалект Чеджу (хангыль) | Диалект Чеджу (кириллица) | Официальный корейский язык кириллица |
| --------------------- | ----------------------- | ------------------------- | ------------------------------------ |
| «Добро пожаловать!»   | 혼저옵서예              | Хонджо опсое!             | Осо осеё!                            |
| «дедушка; старик»     | 하르방                  | харыбан                   | харабоджи                            |
| «мужчина»             | 소나이                  | сонаи                     | намджа (санаи)                       |
| «женщина»             | 지집아이                | чиджибай                  | ёджа (кеджибэ)                       |
| «как насчёт»          | 가물어                  | камуро                    | сольма                               |
| «шея»                 | 야개기                  | ягэки                     | мок                                  |
| «трава»               | 태역                    | тхэёк                     | чанди                                |
| «картофель»           | 지슬                    | чисыль                    | камджа                               |
| «джил»                | 비바리                  | пибари                    | чханя                                |
| «дерево»              | 낭구                    | нангу                     | наму                                 |
| «овощи»               | 송키                    | сонкхи                    | чхесо                                |
| «щенок»               | 강생이                  | кансэни                   | канаджи                              |
| «котята»              | 고냉이                  | конэни                    | коняни                               |
| «секира»              | 도치                    | точжи                     | точхи                                |
| «краб»                | 겡이                    | кени                      | кэ                                   |
| «свинья»              | 도새기                  | тосэги                    | туэджи                               |
| «(сладкий) картофель» | 감저(감자)              | камджа                    | когума                               |
| «ванная» («туалет»)   | 통시                    | тонщи                     | хваджанщиль                          |
| «гора»                | 오름                    | орым                      | сан                                  |
| «мышь»                | 쥉이                    | чвэни                     | чви                                  |